# Воинское сельское поселение (Орловская область)

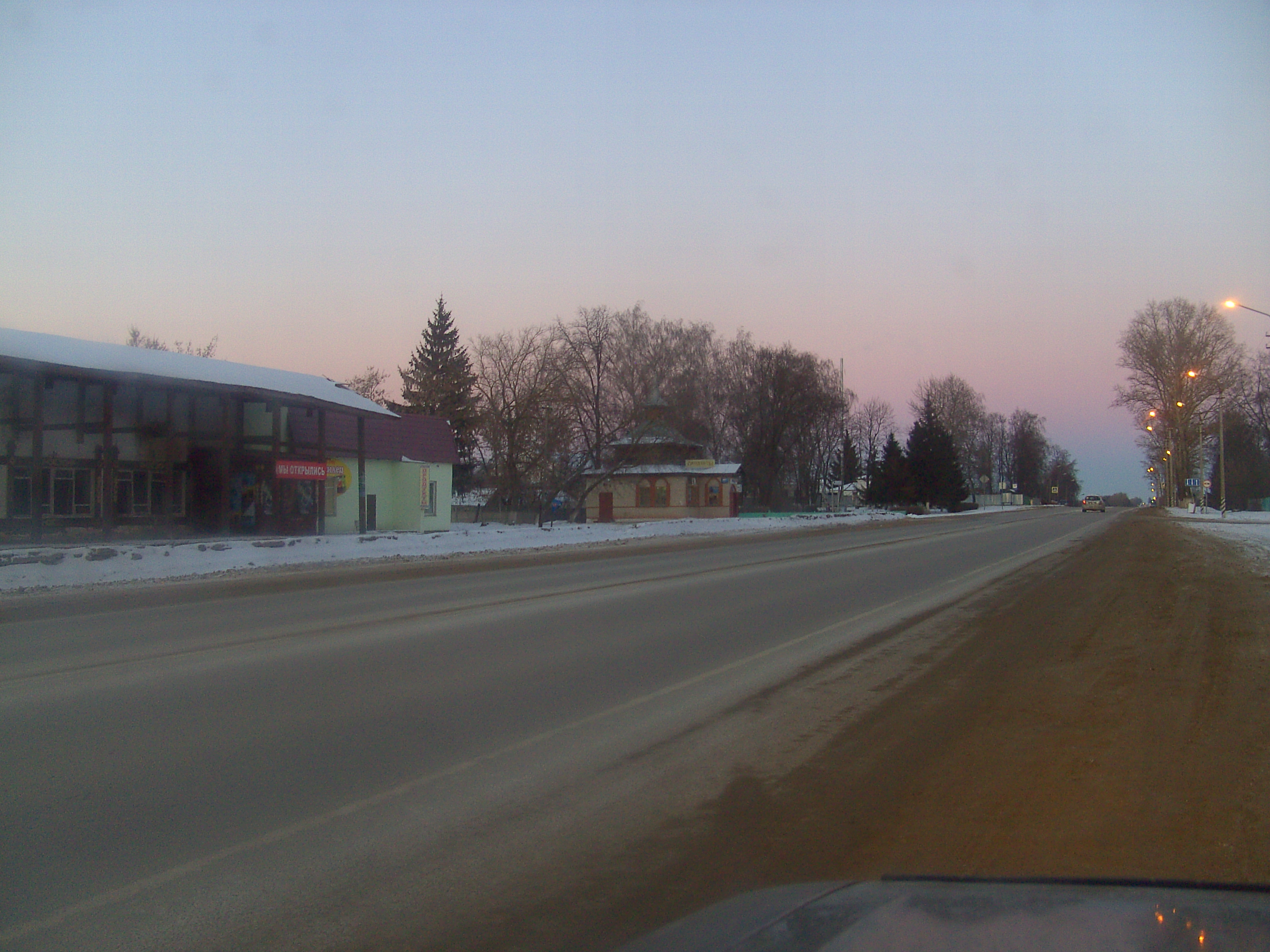
Первый Воин

Воинское се́льское поселе́ние — муниципальное образование в Мценском районе Орловской области Российской Федерации.
Административный центр — деревня Первый Воин.

## История
Статус и границы сельского поселения установлены Законом Орловской области от 25 октября 2004 года № 434-ОЗ «О статусе, границах и административных центрах муниципальных образований на территории Мценского района Орловской области».

## География
По территории поселения протекают реки Воинка и Лисица.

## Население
| 2010  | 2012  | 2013  | 2014  | 2015  | 2016  | 2017  |
| ----- | ----- | ----- | ----- | ----- | ----- | ----- |
| 1686  | ↘1656 | ↘1626 | ↘1618 | ↘1582 | ↘1538 | ↘1506 |
| 2018  | 2019  | 2020  | 2021  | 2023  |       |       |
| ↘1494 | ↗1495 | ↘1484 | ↘1439 | ↘1395 |       |       |

## Состав сельского поселения
| №  | Населённый пункт    | Тип населённого пункта          | Население |
| -- | ------------------- | ------------------------------- | --------- |
| 1  | Азарово             | деревня                         | ↗133      |
| 2  | Болотово            | деревня                         | 54        |
| 3  | Второй Воин         | деревня                         | 61        |
| 4  | Гаврилец            | деревня                         | 0         |
| 5  | Дворики             | деревня                         | 18        |
| 6  | Железница           | деревня                         | 45        |
| 7  | Каменево            | деревня                         | 72        |
| 8  | Константиновка      | деревня                         | 18        |
| 9  | Красный Хутор       | посёлок                         | 0         |
| 10 | Мужицкий            | посёлок                         | 0         |
| 11 | Овчух               | деревня                         | 1         |
| 12 | Первый Воин         | деревня, административный центр | ↗1010     |
| 13 | Петровка            | деревня                         | 0         |
| 14 | Санаторий «Войново» | посёлок                         | ↘125      |
| 15 | Сергиевское         | село                            | 80        |
| 16 | Слободка            | деревня                         | 44        |
| 17 | Смородинка          | деревня                         | 6         |
| 18 | Третий Воин         | деревня                         | 17        |